# Nia Ali
Nia Sifaatihii Ali (Filadelfia, 23 ottobre 1988) è un'ostacolista statunitense, campionessa mondiale dei 100 metri ostacoli a Doha 2019.
In carriera è stata inoltre due volte campionessa mondiale indoor dei 60 metri ostacoli, titolo vinto a Sopot 2014 e Portland 2016.

## Biografia

### Vita privata
È sentimentalmente legata al velocista canadese Andre De Grasse, col quale ha avuto una figlia, nata nel giugno 2018.

## Palmarès
| Anno | Manifestazione  | Sede           | Evento   | Risultato  | Prestazione | Note                                     |
| ---- | --------------- | -------------- | -------- | ---------- | ----------- | ---------------------------------------- |
| 2011 | Universiadi     | Shenzhen       | 100 m hs | Oro        | 12"85       |                                          |
| 2013 | Mondiali        | Mosca          | 100 m hs | Semifinale | 12"83       |                                          |
| 2014 | Mondiali indoor | Sopot          | 60 m hs  | Oro        | 7"80        | Miglior prestazione personale            |
| 2016 | Mondiali indoor | Portland       | 60 m hs  | Oro        | 7"81        | Miglior prestazione personale stagionale |
| 2016 | Giochi olimpici | Rio de Janeiro | 100 m hs | Argento    | 12"59       |                                          |
| 2017 | Mondiali        | Londra         | 100 m hs | 8ª         | 13"04       |                                          |
| 2019 | Mondiali        | Doha           | 100 m hs | Oro        | 12"34       | Miglior prestazione personale            |
| 2022 | Mondiali        | Eugene         | 100 m hs | Batteria   | dq          |                                          |
| 2023 | Mondiali        | Budapest       | 100 m hs | 8ª         | 12"78       |                                          |

## Campionati nazionali
- 2 volte campionessa nazionale indoor dei 60 metri ostacoli (2013, 2014)